# UCI Europe Tour 2005
La Unión Ciclista Internacional creó a partir del año 2005 los Circuitos Continentales UCI. En febrero de ese año comenzó el UCI Europe Tour. Se llevó a cabo entre febrero y octubre donde se disputaron 298 competiciones, otorgando puntos a los primeros clasificados de las etapas y a la clasificación final. Además, a pesar de no estar en el calendario, también puntuaron los campeonatos nacionales con un baremo dependiendo el nivel ciclista de cada país. 
El ganador a nivel individual fue el brasileño Murilo Fischer, por equipos triunfó el Ceramica Panaria-Navigare, mientras que por países fue Italia quién obtuvo más puntos.

## Categorías
Con la nueva estructura que realizó la UCI en 2005 y la creación de una competición de máxima categoría (el UCI ProTour), las carreras más importantes de Europa pasaron a formar parte de este calendario. Así, las carreras que le seguían en nivel pasaron a ser las de máxima categoría dentro del Circuito Continental Europeo. La mayoría pasaron de ser 1.1 a 1.HC y 2.1 a 2.HC, aunque otras dieron un salto mayor y pasaron de 2.2 a 2.HC como las vueltas a Dinamarca Luxemburgo y Portugal e incluso de 2.3 a 2.HC como el Tour de Valonia y la Vuelta a Baviera. En definitiva, en la primera edición del UCI Europe Tour, fueron 26 las carreras de máxima categoría. En el siguiente cuadro se muestran las carreras con mayor puntuación de esta edición del UCI Europe Tour ordenado por países, para el resto de las competiciones véase: Carreras del UCI Europe Tour 2005
| Carrera                  | Categoría |
| ------------------------ | --------- |
| Gran Premio de Fráncfort | 1.HC      |
| Vuelta a Baviera         | 2.HC      |
| Omloop Het Volk          | 1.HC      |
| E3 Prijs Harelbeke       | 1.HC      |
| Tres Días de La Panne    | 2.HC      |
| Gran Premio de l'Escaut  | 1.HC      |
| Tour de Valonia          | 2.HC      |
| París-Bruselas           | 1.HC      |
| Vuelta a Dinamarca       | 2.HC      |
| Semana Catalana          | 2.HC      |
| Bicicleta Vasca          | 2.HC      |
| Vuelta a Burgos          | 2.HC      |

| Carrera                           | Categoría |
| --------------------------------- | --------- |
| Critérium Internacional           | 2.HC      |
| Cuatro Días de Dunkerque          | 2.HC      |
| Gran Premio de Fourmies           | 1.HC      |
| Milán-Turín                       | 1.HC      |
| Giro de Lazio                     | 1.HC      |
| Tre Valli Varesine                | 1.HC      |
| Giro del Veneto                   | 1.HC      |
| Coppa Placci                      | 1.HC      |
| Giro de Emilia                    | 1.HC      |
| Giro del Piemonte                 | 1.HC      |
| Tour de Luxemburgo                | 2.HC      |
| Veenendaal-Veenendaal             | 1.HC      |
| Vuelta a Portugal                 | 2.HC      |
| Gran Premio del Cantón de Argovia | 1.HC      |

## Calendario
Contó con las siguientes pruebas, tanto por etapas como de un día.

### Febrero
| Fecha    | Carrera                              | Cat. | Ganador                    | Equipo del ganador                   |
| -------- | ------------------------------------ | ---- | -------------------------- | ------------------------------------ |
| 1        | Gran Premio La Marsellesa            | 1.1  | Nicki Sørensen             | CSC                                  |
| 2 al 6   | Estrella de Bessèges                 | 2.1  | Freddy Bichot              | Française des Jeux                   |
| 6        | Challenge de Mallorca                | 1.1  | Óscar Freire               | Rabobank                             |
| 6        | Gran Premio Costa de los Etruscos    | 1.1  | Alessandro Petacchi        | Fassa Bortolo                        |
| 7        | Trofeo Alcudia                       | 1.1  | Óscar Freire               | Rabobank                             |
| 8        | Trofeo Manacor                       | 1.1  | Alejandro Valverde         | Illes Balears-Caisse d'Epargne       |
| 9        | Trofeo Sóller                        | 1.1  | Alejandro Valverde         | Illes Balears-Caisse d'Epargne       |
| 9 al 13  | Tour del Mediterráneo                | 2.1  | Jens Voigt                 | CSC                                  |
| 10       | Trofeo Calviá                        | 1.1  | Antonio Colom              | Illes Balears-Caisse d'Epargne       |
| 10 al 13 | Gran Premio Internacional Costa Azul | 2.1  | Rubén Plaza                | Comunidad Valenciana                 |
| 13 al 17 | Vuelta a Andalucía                   | 2.1  | Francisco Cabello          | Comunidad Valenciana                 |
| 15       | Trofeo Laigueglia                    | 1.1  | Kim Kirchen                | Fassa Bortolo                        |
| 16 al 20 | Vuelta al Algarve                    | 2.1  | Hugo Sabido                | Paredes Rota dos Móveis-Beira Tâmega |
| 19       | Tour du Haut-Var                     | 1.1  | Philippe Gilbert           | Française des Jeux                   |
| 19       | Trofeo Luis Puig                     | 1.1  | Alessandro Petacchi        | Fassa Bortolo                        |
| 19 al 20 | Critérium des Espoirs                | 2.2  | Jean Mespoulède            | Auber 93                             |
| 20       | Clásica Haribo                       | 1.1  | Gorik Gardeyn              | MrBookmaker-Sports Tech              |
| 22 al 26 | Vuelta a Valencia                    | 2.1  | Italia Alessandro Petacchi | Fassa Bortolo                        |
| 26       | GP Chiasso                           | 1.1  | Kim Kirchen                | Fassa Bortolo                        |
| 26       | Omloop Het Volk                      | 1.HC | Nick Nuyens                | Quick Step                           |
| 26       | Beverbeek Classic                    | 1.2  | Jarno Van Mingeroet        | Profel                               |
| 27       | Clásica de Almería                   | 1.1  | José Iván Gutiérrez        | Illes Balears-Caisse d'Epargne       |
| 27       | Kuurne-Bruselas-Kuurne               | 1.1  | George Hincapie            | Discovery Channel                    |
| 27       | Gran Premio de Lugano                | 1.1  | Rik Verbrugghe             | Quick Step                           |

### Marzo
| Fecha    | Carrera                          | Cat. | Ganador               | Equipo del ganador             |
| -------- | -------------------------------- | ---- | --------------------- | ------------------------------ |
| 2 al 6   | Vuelta a Murcia                  | 2.1  | Koldo Gil             | L.A. Aluminios-Liberty Seguros |
| 5        | Milán-Turín                      | 1.HC | Fabio Sacchi          | Fassa Bortolo                  |
| 6        | Trofeo Zssdi                     | 1.2  | Maurizio Biondo       | GS Promosport                  |
| 6        | Gran Premio Villa de Lillers     | 1.2  | Johan Coenen          | MrBookmaker-Sports Tech        |
| 6        | Giro del Lago Maggiore           | 1.2  | Mauro Santambrogio    | LPR                            |
| 6        | Les Monts du Luberon             | 1.2  | Florent Brard         | Agritubel                      |
| 7        | Giro de la Provincia de Lucca    | 1.1  | Mario Cipollini       | Liquigas-Bianchi               |
| 10 al 13 | GP Internacional do Oeste RTP    | 2.2  | Cândido Barbosa       | L.A. Aluminios-Liberty Seguros |
| 13       | Porec Trophy                     | 1.2  | Jochen Summer         | ELK Haus-Simplon               |
| 13       | París-Troyes                     | 1.2  | Florent Brard         | Agritubel                      |
| 13       | Trofeo Franco Balestra           | 1.2  | Branislau Samoilau    | Palazzago AB Isolanti          |
| 13       | Omloop van het Waasland          | 1.2  | Gorik Gardeyn         | MrBookmaker-Sports Tech        |
| 13       | Giro del Mendrisiotto            | 1.2  | Michele Maccanti      | LPR                            |
| 13       | Burdeos-Saintes                  | 1.2  | John Nilsson          | Auber 93                       |
| 16       | Nokere Koerse                    | 1.1  | Steven De Jongh       | Rabobank                       |
| 17 al 20 | Istrian Spring Trophy            | 2.2  | Borut Božič           | Perutnina Ptuj                 |
| 18       | Clásica de Loire-Atlantique      | 1.2  | José Alberto Martínez | Agritubel                      |
| 20       | Gran Premio Cholet-Pays de Loire | 1.1  | Pierrick Fédrigo      | Bouygues Telecom               |
| 20       | Gran Premio Rudy Dhaenens        | 1.1  | Koen Barbé            | Chocolade Jacques-T Interim    |
| 20       | La Roue Tourangelle              | 1.2  | Gilles Canouet        | Agritubel                      |
| 20       | Gran Premio San Giuseppe         | 1.2  | Martin Pedersen       | GLS                            |
| 20       | Stausee-Rundfahrt Klingnau       | 1.1  | Danilo Napolitano     | LPR                            |
| 21 al 25 | Semana Catalana                  | 2.HC | Alberto Contador      | Liberty Seguros                |
| 21 al 27 | Tour de Normandía                | 2.2  | Kai Reus              | Rabobank Continental           |
| 22 al 26 | Semana Coppi y Bartali           | 2.1  | Franco Pellizotti     | Liquigas-Bianchi               |
| 23       | A través de Flandes              | 1.1  | Niko Eeckhout         | Chocolade Jacques-T Interim    |
| 23       | Gran Premio Waregem              | 1.2  | Romain Fondard        | VC Roubaix                     |
| 25 al 29 | The Paths of King Nikola         | 2.2  | Mitja Mahorič         | Perutnina Ptuj                 |
| 26       | E3 Prijs Harelbeke               | 1.HC | Tom Boonen            | Quick Step                     |
| 26 al 27 | Critérium Internacional          | 2.HC | Bobby Julich          | CSC                            |
| 27       | Flecha Brabanzona                | 1.1  | Óscar Freire          | Rabobank                       |
| 28       | Vuelta a Colonia                 | 1.1  | David Kopp            | Wiesenhof                      |
| 28       | Giro de Reggio Calabria          | 1.1  | Gianluca Coletta      | Ceramica Panaria-Navigare      |
| 28       | Giro del Belvedere               | 1.2  | Guillermo Bongiorno   | Ceramica Panaria-Navigare      |
| 29       | París-Camembert                  | 1.1  | Laurent Brochard      | Bouygues Telecom               |
| 29       | Gran Premio Palio del Recioto    | 1.2  | Andrei Kunitski       | Palazzago AB Isolanti          |
| 29 al 31 | Tres Días de La Panne            | 2.HC | Stijn Devolder        | Discovery Channel              |

### Abril
| Fecha    | Carrera                                      | Cat. | Ganador                    | Equipo del ganador         |
| -------- | -------------------------------------------- | ---- | -------------------------- | -------------------------- |
| 1        | Route Adélie                                 | 1.1  | Daniele Contrini           | Team LPR                   |
| 1 al 3   | Triptyque des Monts et Châteaux              | 2.2  | Marc de Maar               | Rabobank Continental       |
| 2        | Hel van het Mergelland                       | 1.1  | Nico Sijmens               | Landbouwkrediet-Colnago    |
| 2        | Gran Premio Miguel Induráin                  | 1.1  | Javier Pascual Rodríguez   | Comunidad Valenciana       |
| 2        | Boucle de l'Artois                           | 1.2  | Jérôme Bouchet             | Vélo Club Roubaix          |
| 3        | Gran Premio de la Villa de Rennes            | 1.1  | Ludovic Turpin             | Ag2r Prévoyance            |
| 3        | Tour del Lago Léman                          | 1.2  | Jonas Ljungblad            | Amore & Vita-Beretta       |
| 3        | Archer Grand Prix                            | 1.2  | John Tanner                | Tritech                    |
| 5 al 8   | Circuito de la Sarthe                        | 2.1  | Sylvain Chavanel           | Cofidis                    |
| 6 al 10  | Cinturón a Mallorca                          | 2.2  | Dmitry Kozontchuk          | Rabobank Continental       |
| 6 al 10  | Semana Lombarda                              | 2.2  | Riccardo Riccò             | Grassi-Marco Pantani       |
| 7        | Gran Premio Pino Cerami                      | 1.1  | Kai Reus                   | Rabobank Continental       |
| 8 al 10  | Circuito de las Ardenas                      | 2.2  | Florian Morizot            | UV Aube                    |
| 9        | Tour de Drenthe                              | 1.1  | Marcel Sieberg             | Lamonta                    |
| 10       | Gran Premio de la Ville de Nogent-sur-Oise   | 1.2  | Tristan Valentin           | Auber 93                   |
| 10       | Klasika Primavera                            | 1.1  | David Etxebarría           | Liberty Seguros            |
| 13       | Gran Premio de l'Escaut                      | 1.HC | Thorwald Veneberg          | Rabobank                   |
| 13 al 17 | Vuelta a Aragón                              | 2.1  | Rubén Plaza                | Comunidad Valenciana       |
| 13 al 17 | Tour de Loir-et-Cher                         | 2.2  | Marc de Maar               | Rabobank Continental       |
| 14       | Gran Premio de Denain                        | 1.1  | Jimmy Casper               | Cofidis                    |
| 15       | Veenendaal-Veenendaal                        | 1.HC | Paul van Schalen           | AXA                        |
| 15 al 17 | Tour Nord-Isère                              | 2.2  | Maint Berkenbosch          | Trientalis-Apac            |
| 16       | Tour de Finisterre                           | 1.1  | Simon Gerrans              | Ag2r Prévoyance            |
| 17       | Tro Bro Leon                                 | 1.1  | Tristan Valentin           | Auber 93                   |
| 17       | Giro d'Oro                                   | 1.1  | Luca Mazzanti              | Ceramica Panaria-Navigare  |
| 17       | Tour de Düren                                | 1.2  | Robert Retschke            | ComNet-Senges              |
| 18 al 22 | Tour de Grecia                               | 2.2  | Valeriy Dmitriyev          | Selección de Kazajistán    |
| 19 al 22 | Giro del Trentino                            | 2.1  | Julio Alberto Pérez Cuapio | Ceramica Panaria-Navigare  |
| 20 al 24 | Vuelta a la Baja Sajonia                     | 2.1  | Stefan Schumacher          | Shimano-Memory Corp        |
| 20 al 24 | Vuelta a Extremadura                         | 2.2  | Luis Roberto Álvarez       | Cropusa Burgos             |
| 21 al 24 | Szlakiem Grodów Piastowskich                 | 2.2  | Zbigniew Piątek            | Intel-Action               |
| 22 al 24 | Vuelta a La Rioja                            | 2.1  | Javier Pascual Rodríguez   | Comunidad Valenciana       |
| 23 al 27 | Gran Premio de Sochi                         | 2.2  | Alexander Khatuntsev       | Omnibike Dynamo Moscou     |
| 24       | Giro de los Apeninos                         | 1.1  | Gilberto Simoni            | Lampre-Caffita             |
| 24       | Vuelta a Holanda Septentrional               | 1.1  | Paul van Schalen           | AXA                        |
| 24       | Tour de Berna                                | 1.1  | René Weissinger            | Volksbank Leingruber Ideal |
| 24       | Paris-Mantes-en-Yvelines sub-23              | 1.2  | Maxime Méderel             | Auber 93                   |
| 24       | Trofeo Torino-Biella                         | 1.2  | Denis Shkarpeta            | Cerámica Pagnoncelli       |
| 25       | Gran Premio della Liberazione                | 1.2  | Christopher Sutton         | Selección de Australia     |
| 25 al 1  | Tour de Bretaña                              | 2.2  | Stéphane Pétilleau         | Bretagne-Jean Floc'h       |
| 26 al 1  | Giro de las Regiones                         | 2.2  | Luigi Sestili              | Selección de Italia        |
| 27 al 30 | Circuito de Lorraine                         | 2.1  | Andris Naudužs             | Naturino-Sapore di Mare    |
| 27 al 1  | Vuelta a Castilla y León                     | 2.1  | Carlos García Quesada      | Comunidad Valenciana       |
| 30       | Gran Premio Herning                          | 1.1  | Michael Blaudzun           | Team CSC                   |
| 30       | Gran Premio Industria y Artigianato-Larciano | 1.1  | Luca Mazzanti              | Ceramica Panaria-Navigare  |

### Mayo
| Fecha    | Carrera                                  | Cat. | Ganador                | Equipo del ganador                   |
| -------- | ---------------------------------------- | ---- | ---------------------- | ------------------------------------ |
| 1        | Gran Premio de Fráncfort                 | 1.HC | Erik Zabel             | T-Mobile                             |
| 1        | CSC Classic                              | 1.1  | Jacob Rasmussen        | GLS                                  |
| 1        | Trofeo de los Escaladores                | 1.1  | Philippe Gilbert       | Française des Jeux                   |
| 1        | Giro de Toscana                          | 1.1  | Daniele Bennati        | Lampre-Caffita                       |
| 1        | Memorial Andrzeja Trochanowskiego        | 1.2  | František Raboň        | PSK Whirlpool                        |
| 1        | Ereprijs Victor De Bruyne                | 1.2  | Hamish Haynes          | Cyclingnews.com                      |
| 1 al 8   | Tour de Turquía                          | 2.2  | Svetoslav Tchanliev    | Burgas                               |
| 2        | Gran Premio de Moscú                     | 1.2  | Alexei Schmidt         | Omnibike Dynamo Moscou               |
| 2 al 5   | Uniqa Classic                            | 2.1  | Bram de Groot          | Rabobank                             |
| 3        | Majowy Wyścig Klasyczny-Lublin           | 1.2  | Cezary Zamana          | Intel-Action                         |
| 3        | Mayor Cup                                | 1.2  | Ivan Terenine          | Omnibike Dynamo Moscou               |
| 3        | Coppa Città di Asti                      | 1.2  | Fabio Sabatini         | Pedale Larigiano                     |
| 4 al 8   | Cuatro Días de Dunkerque                 | 2.HC | Pierrick Fédrigo       | Bouygues Telecom                     |
| 5        | Neuseen Classics                         | 1.2  | Marek Maciejewski      | Grupa PSB                            |
| 5 al 8   | Flèche du Sud                            | 2.2  | Wolfram Wiese          | ComNet-Senges                        |
| 5 al 9   | Cinco Anillos de Moscú                   | 2.2  | Eduard Vorganov        | Omnibike Dynamo Moscou               |
| 7        | Tour de Overijssel                       | 1.2  | Arno Wallaard          | Bert Story-Piels                     |
| 7 al 8   | Clásica de Alcobendas                    | 2.1  | Pavel Tonkov           | LPR                                  |
| 7 al 15  | Tour de Thuringe                         | 2.2  | Kai Reus               | Rabobank Continental                 |
| 8        | Trofeo Alcide Degasperi                  | 1.2  | David Garbelli         | Concrete San Marco Caneva            |
| 8        | Omloop der Kempen                        | 1.2  | Niki Terpstra          | AXA                                  |
| 8        | Gran Premio Industrias del Mármol        | 1.2  | Alessio Signego        | Promo Ciclo Publysport               |
| 8        | Lincoln International Grand Prix         | 1.2  | Russell Downing        | Recycling.co.uk                      |
| 11       | Memorial Oleg Dyachenko                  | 1.2  | Maxim Karpatchev       | Omnibike Dynamo Moscou               |
| 11 al 15 | Vuelta a Renania-Palatinado              | 2.1  | Stefan Schumacher      | Shimano-Memory Corp                  |
| 12 al 15 | Gran Premio Sunny Beach                  | 2.2  | Evgeni Gerganov        | Selección de Bulgaria                |
| 13 al 15 | Tour de Picardie                         | 2.1  | Janek Tombak           | Cofidis                              |
| 13 al 16 | Tour de Berlín                           | 2.2  | Dominique Cornu        | Bodysol-Win for Life-Jong Vlaanderen |
| 14 al 22 | Tour de Olympia                          | 2.2  | Stef Clement           | Rabobank Continental                 |
| 15       | Circuito del Porto-Trofeo Arvedi         | 1.2  | Maximiliano Richeze    | Parolin Sorelle Ramonda              |
| 16       | Grand Prix de Villers-Cotterêts          | 1.1  | Bradley McGee          | Française des Jeux                   |
| 19 al 22 | Ronde de l'Isard d'Ariège                | 2.2  | Eduardo Gonzalo        | FC Barcelona                         |
| 21       | Clásica Memorial Txuma                   | 1.2  | Nikolay Trusov         | Lokomotiv                            |
| 22       | Tour de Vendée                           | 1.1  | Suecia Jonas Ljungblad | Amore & Vita-Beretta                 |
| 22 al 29 | FBD Insurance Rás                        | 2.2  | Chris Newton           | Recycling.co.uk                      |
| 24 al 29 | Vuelta a Navarra                         | 2.2  | Pavel Brutt            | Lokomotiv                            |
| 25 al 29 | Vuelta a Bélgica                         | 2.1  | Tom Boonen             | Quick Step                           |
| 25 al 29 | Vuelta a Baviera                         | 2.HC | Michael Rich           | Gerolsteiner                         |
| 25 al 29 | Vuelta al Alentejo                       | 2.1  | Xavier Tondo           | Catalunya-Angel Mir                  |
| 25 al 29 | Tour de Gironde                          | .2   | Charles Guilbert       | Bretagne-Jean Floc'h                 |
| 27       | SEB Tartu GP                             | 1.1  | Tomas Vaitkus          | Ag2r Prévoyance                      |
| 27       | Gran Premio Jamp                         | 1.2  | Andrey Mizourov        | Capec                                |
| 28       | Gran Premio EOS Tallinn                  | 1.1  | Janek Tombak           | Nesebar                              |
| 28       | Gran Premio Möbel Alvisse                | 1.2  | James Perry            | Konica Minolta                       |
| 28       | Gran Premio Kooperativa                  | 1.2  | Piotr Przydział        | DHL-Author                           |
| 29       | Gran Premio de Llodio                    | 1.1  | David Herrero          | Euskaltel-Euskadi                    |
| 29       | Gran Premio Aguas Minerales de Beckerich | 1.2  | Arno Wallaard          | Bert Story-Piels                     |
| 29       | Gran Premio Palma                        | 1.2  | Olexandr Klimenko      | Grupa PSB                            |
| 29       | París-Roubaix sub-23                     | 1.2  | Dmitry Kozontchuk      | Rabobank Continental                 |

### Junio
| Fecha    | Carrera                                                | Cat. | Ganador               | Equipo del ganador                   |
| -------- | ------------------------------------------------------ | ---- | --------------------- | ------------------------------------ |
| 1 al 5   | Bicicleta Vasca                                        | 2.HC | Eladio Jiménez        | Comunidad Valenciana                 |
| 2 al 5   | Tour de Luxemburgo                                     | 2.HC | László Bodrogi        | Crédit Agricole                      |
| 4        | Gran Premio de Schwarzwald                             | 1.1  | Fabian Wegmann        | Gerolsteiner                         |
| 5        | Gran Premio del Cantón de Argovia                      | 1.HC | Alexandre Moos        | Phonak                               |
| 5        | Coppa della Pace                                       | 1.2  | Vasil Kiryienka       | Phonak                               |
| 5        | Memorial Philippe Van Coningsloo                       | 1.2  | Hans Dekkers          | Rabobank Continental                 |
| 5        | Gran Premio de Kranj                                   | 1.2  | Martin Hvastija       | Perutnina Ptuj                       |
| 6 al 11  | Vuelta a Lérida                                        | 2.2  | Branislau Samoilau    | Phonak                               |
| 7 al 12  | Baltyk-Karkonosze Tour                                 | 2.2  | Radosław Romanik      | DHL-Author                           |
| 8 al 12  | Ringerike Grand Prix                                   | 2.2  | Are Hunsager Andresen | Sparebanken Vest                     |
| 9 al 12  | Tour de Eslovenia                                      | 2.1  | Przemysław Niemiec    | Miche                                |
| 10 al 12 | Gran Premio CTT Correios de Portugal                   | 2.1  | Alexei Markov         | Milaneza-Maia                        |
| 12       | Flèche Hesbignonne                                     | 1.2  | Geert Verheyen        | Landbouwkrediet-Colnago              |
| 14 al 19 | Vuelta a Serbia                                        | 2.2  | Matija Kvasina        | Perutnina Ptuj                       |
| 15       | Subida al Naranco                                      | 1.1  | Rinaldo Nocentini     | Acqua & Sapone-Adria Mobil           |
| 15 al 18 | Ster Elektrotoer                                       | 2.1  | Stefan Schumacher     | Shimano-Memory Corp                  |
| 15 al 21 | Circuito Montañés                                      | 2.2  | Sergio Domínguez      | Spiuk                                |
| 16 al 19 | Ruta del Sur                                           | 2.1  | Sandy Casar           | Française des Jeux                   |
| 16 al 19 | Tour de Mainfranken                                    | 2.2  | Matthieu Ladagnous    | Selección de Francia                 |
| 16 al 19 | Boucles de la Mayenne                                  | 2.2  | Aleksandr Kuschynski  | Amore & Vita-Beretta                 |
| 17 al 21 | Vuelta a Asturias                                      | 2.1  | Adolfo García Quesada | Comunidad Valenciana                 |
| 19       | Raiffeisen G. P.                                       | 1.2  | Krzysztof Ciesielski  | DHL-Author                           |
| 19       | Flecha de las Ardenas                                  | 1.2  | Francis De Greef      | Bodysol-Win for Life-Jong Vlaanderen |
| 22       | Bruxelles-Ingooigem                                    | 1.1  | Bert Roesems          | Davitamon-Lotto                      |
| 22       | Tour de Frise                                          | 1.1  | Stefan van Dijk       | MrBookmaker-Sports Tech              |
| 26       | Giro delle Valli Aretine                               | 1.2  | Gianluca Moi          | Palazzago-Abi Isolanti               |
| 28       | Trofeo Ciudad de Brescia                               | 1.2  | Matteo Bono           | Egidio Unidelta                      |
| 29 al 3  | Carrera de la Solidaridad y de los Campeones Olímpicos | 2.1  | Piotr Wadecki         | Intel-Action                         |

### Julio
| Fecha    | Carrera                                    | Cat. | Ganador                   | Equipo del ganador                   |
| -------- | ------------------------------------------ | ---- | ------------------------- | ------------------------------------ |
| 2        | Tour de Jura                               | 1.2  | Glen Chadwick             | Cyclingnews.com                      |
| 2        | Cronoscalata Gardone V.T.-Prati di Caregno | 1.2  | Branislau Samoilau        | Selección de Bielorrusia             |
| 3        | Tour du Doubs                              | 1.1  | Philip Deignan            | Ag2r Prévoyance                      |
| 3        | Trofeo Matteotti                           | 1.1  | Ruggero Marzoli           | Acqua & Sapone-Adria Mobil           |
| 3        | Freccia dei Vini                           | 1.2  | Maurizio Bellin           | Acqua & Sapone-Adria Mobil           |
| 4        | Chieti-Casalincontrada-Blockhaus           | 1.2  | Paul Crake                | Radrennteam Graz Corratec            |
| 4 al 10  | Vuelta a Austria                           | 2.1  | Juan Miguel Mercado       | Quick Step                           |
| 6 al 10  | Trofeo Joaquim Agostinho                   | 2.1  | Gerardo Fernández         | Paredes Rota dos Móveis-Beira Tâmega |
| 7 al 9   | Gran Premio Ciclista de Gemenc             | 1.2  | Martin Prázdnovský        | CK ZP Sport A.S. Podbrezova          |
| 8        | Campeonato Europeo Contrarreloj sub-23     | CC   | Dmytro Grabovskyy         | Selección de Ucrania                 |
| 9        | Giro della Valsesia 1                      | 1.2  | Simone Bruson             | GS Podenzano                         |
| 10       | Pomorski Klasyk                            | 1.2  | Piotr Wadecki             | Intel-Action                         |
| 10       | Grand Prix de Dourges                      | 1.2  | Gregorz Kwiatkowski       | EC Raismes                           |
| 10       | Giro della Valsesia 2                      | 1.2  | Piergiorgio Camussa       | Progetto Ciclismo Alplast            |
| 10       | Giro del Medio Brenta                      | 1.2  | Manuele Spadi             | Ceramica Flaminia                    |
| 10       | De Drie Zustersteden                       | 1.2  | Peter Wuyts               | MrBookmaker-Sports Tech              |
| 10       | Campeonato Europeo en Ruta sub-23          | CC   | František Raboň           | Selección de la República Checa      |
| 16       | Trofeo Banca Popular de Vicenza            | 1.2  | Marco Vivian              | Trevigiani Dynamon                   |
| 17       | Giro del Casentino                         | 1.2  | Vasil Kiryienka           | Grassi-Marco Pantani                 |
| 17       | Coppa Colli Briantei Internazionale        | 1.2  | Harald Starzengruber      | Trevigiani Dynamon                   |
| 20 al 24 | Vuelta a Sajonia                           | 2.1  | Mathew Hayman             | Rabobank                             |
| 22 al 24 | Brixia Tour                                | 2.1  | Emanuele Sella            | Ceramica Panaria-Navigare            |
| 23       | Gran Premio Bradlo                         | 1.2  | Martin Riška              | PSK Whirlpool                        |
| 24       | Gran Premio Inda                           | 1.2  | Daniele Di Nucci          | Grassi-Marco Pantani                 |
| 24       | Gran Premio de la Villa de Pérenchies      | 1.2  | Aivaras Baranauskas       | Roubaix-Lille Metropole              |
| 25       | Clásica de Ordizia                         | 1.1  | Carlos García Quesada     | Comunidad Valenciana                 |
| 25 al 29 | Tour de Valonia                            | 2.HC | Luca Celli                | Barloworld-Valsir                    |
| 26 al 30 | Dookola Mazowsza                           | 2.1  | Piotr Zaradny             | Knauf                                |
| 30       | Luk Challenge                              | 1.1  | Jens Voigt / Bobby Julich | CSC                                  |
| 31       | Circuito de Guecho                         | 1.1  | David Fernández           | Andalucía-Paul Versan                |
| 31       | Polynormande                               | 1.1  | Philippe Gilbert          | Française des Jeux                   |

### Agosto
| Fecha    | Carrera                                                  | Cat. | Ganador                | Equipo del ganador                   |
| -------- | -------------------------------------------------------- | ---- | ---------------------- | ------------------------------------ |
| 2 al 4   | París-Corrèze                                            | 2.1  | Frédéric Finot         | Française des Jeux                   |
| 2 al 6   | Vuelta a León                                            | 2.2  | Enrique Salgueiro      | Spiuk                                |
| 3 al 7   | Vuelta a Dinamarca                                       | 2.HC | Ivan Basso             | Team CSC                             |
| 4        | Gran Premio Ciudad de Camaiore                           | 1.1  | Maxim Iglinskiy        | Domina Vacanze                       |
| 4 al 7   | Tour de Malopolska                                       | 2.2  | Cezary Zamana          | Intel-Action                         |
| 5 al 15  | Vuelta a Portugal                                        | 2.HC | Vladimir Efimkin       | Barloworld-Valsir                    |
| 6        | Giro de Lazio                                            | 1.HC | Filippo Pozzato        | Quick Step                           |
| 7        | Tour de Bochum                                           | 1.1  | Lubor Tesař            | Team Akud                            |
| 7 al 10  | Tour de l'Ain                                            | 2.1  | Carl Naibo             | Bretagne-Jean Floc'h                 |
| 7 al 11  | Vuelta a Burgos                                          | 2.HC | Juan Carlos Domínguez  | Saunier Duval-Scott                  |
| 9        | GP Fred Mengoni                                          | 1.1  | Luca Mazzanti          | Ceramica Panaria-Navigare            |
| 10       | Trofeo Ciudad de Castelfidardo                           | 1.1  | Murilo Fischer         | Naturino-Sapore di Mare              |
| 10 al 14 | Regio-Tour                                               | 2.1  | Nico Sijmens           | Landbouwkrediet-Colnago              |
| 13       | Tour de la Hainleite                                     | 1.1  | Bert Grabsch           | Phonak                               |
| 13       | GP Città di Felino                                       | 1.2  | Matteo Priamo          |                                      |
| 13       | Copa de los Carpatos                                     | 1.2  | Radosław Romanik       | DHL-Author                           |
| 14       | Memorial Henryk Lasak                                    | 1.1  | Marek Maciejewski      | PSB Atlas Orbea                      |
| 14       | Subida a Urkiola                                         | 1.1  | Joaquim Rodríguez      | Saunier Duval-Prodir                 |
| 14       | Trofeo Internacional Bastianelli                         | 1.2  | Davide Torosantucci    | Universal Caffé-Styloffice           |
| 14       | Scandinavian Race                                        | 1.2  | Christofer Stevenson   | Saunier Duval-Prodir                 |
| 14       | Havant International Grand Prix                          | 1.2  | Russell Downing        | Recycling.co.uk                      |
| 15       | Puchar Ministra Obrony Narodowej                         | 1.2  | Gregorz Zoledziowski   | Legia-Bazyliszek                     |
| 16       | Tres Valles Varesinos                                    | 1.HC | Stefano Garzelli       | Liquigas-Bianchi                     |
| 16       | Gran Premio Capodarco                                    | 1.2  | Fernando Herrero       |                                      |
| 16 al 19 | Tour de Limousin                                         | 2.1  | Sébastien Joly         | Crédit Agricole                      |
| 17       | Coppa Agostoni                                           | 1.1  | Paolo Valoti           | Domina Vacanze                       |
| 17       | Gara Ciclistica Milionaria                               | 1.2  | Davide Torosantucci    | Universal Caffé-Styloffice           |
| 18       | Coppa Bernocchi                                          | 1.1  | Danilo Napolitano      | Team LPR                             |
| 20       | Tour de Rijke                                            | 1.1  | Stefan van Dijk        | MrBookmaker-Sports Tech              |
| 20       | Giro del Veneto                                          | 1.HC | Eddy Mazzoleni         | Lampre-Caffita                       |
| 20       | Szlakiem Walk Majora Hubala                              | 1.2  | Tomasz Kiendyś         | Knauf                                |
| 20       | Gran Premio Área Metropolitana de Vigo                   | 1.2  | Francisco Tomás García | Paredes Rota dos Móveis-Beira Tâmega |
| 21       | Clásica de los Puertos                                   | 1.1  | Xabier Zandio          | Illes Balears-Caisse d'Epargne       |
| 21       | Châteauroux Classic de l'Indre                           | 1.1  | Jimmy Casper           | Cofidis                              |
| 21       | Gran Premio Ciudad de Vigo                               | 1.2  | José Carlos Rodrigues  | Paredes Rota dos Móveis-Beira Tâmega |
| 23       | Gran Premio de la Villa de Zottegem                      | 1.1  | Thomas Dekker          | Rabobank                             |
| 23 al 26 | Tour de Poitou Charentes                                 | 2.1  | Sylvain Chavanel       | Bouygues Telecom                     |
| 24       | Druivenkoers Overijse                                    | 1.1  | Leonardo Duque         | Jartazi Granville                    |
| 24       | Gran Premio Nobili Rubinetterie                          | 1.1  | Damiano Cunego         | Lampre-Caffita                       |
| 25       | Gran Premio Industria y Commercio Artigianato Carnaghese | 1.1  | Simon Gerrans          | Ag2r Prévoyance                      |
| 28       | Tour de Sachsenring                                      | 1.2  | Karsten Volkmann       | RSH                                  |
| 29       | Gran Premio de Beuvry-la-Forêt                           | 1.2  | Maint Berkenbosch      | Trientalis APAC Team                 |
| 30       | Schaal Sels                                              | 1.1  | Marcin Sapa            | Knauf                                |
| 30 al 4  | Vuelta a Gran Bretaña                                    | 2.1  | Nick Nuyens            | Quick Step                           |
| 30 al 4  | Giro del Valle de Aosta                                  | 2.2  | Morris Possoni         | Lampre-Caffita                       |
| 31 al 4  | Tour de Hesse                                            | 2.1  | Cezary Zamana          | Intel-Action                         |
| 31 al 4  | Tour de Eslovaquia                                       | 2.2  | Martin Prázdnovský     | CK ZP Sport A.S. Podbrezova          |

### Septiembre
| Fecha    | Carrera                                | Cat. | Ganador                             | Equipo del ganador          |
| -------- | -------------------------------------- | ---- | ----------------------------------- | --------------------------- |
| 1        | Trofeo Melinda                         | 1.1  | Damiano Cunego                      | Lampre-Caffita              |
| 1 al 10  | Tour del Porvenir                      | 2.1  | Lars Ytting Bak                     | Team CSC                    |
| 2 al 4   | Stuttgart–Strasbourg                   | 2.2  | Michael Muck                        | Team Agutí                  |
| 3        | Coppa Placci                           | 1.HC | Paolo Valoti                        | Domina Vacanze              |
| 4        | Gran Premio Jef Scherens               | 1.1  | Joost Posthuma                      | Rabobank                    |
| 4        | Giro de la Romagna                     | 1.1  | Danilo Napolitano                   | Team LPR                    |
| 4        | Dúo Normando                           | 1.2  | Sylvain Chavanel / Thierry Marichal | Cofidis                     |
| 7        | Memorial Rik Van Steenbergen           | 1.1  | Jean-Patrick Nazon                  | Ag2r Prévoyance             |
| 8 al 11  | Giro de Toscana                        | 2.2  | Sergey Firsanov                     | Rietumu Bank                |
| 10       | París-Bruselas                         | 1.HC | Robbie McEwen                       | Davitamon-Lotto             |
| 10 al 11 | Triptyque des Barrages                 | 2.2  | Lars Boom                           | Rabobank Continental        |
| 10 al 16 | Tour de Bulgaria                       | 2.2  | Martin Prázdnovský                  | CK ZP Sport A.S. Podbrezova |
| 11       | Tour de Nuremberg                      | 1.1  | Ronny Scholz                        | Gerolsteiner                |
| 11       | Gran Premio de Fourmies                | 1.HC | Robbie McEwen                       | Davitamon-Lotto             |
| 14       | Gran Premio de Valonia                 | 1.1  | Nick Nuyens                         | Quick Step                  |
| 16       | Campeonato de Flandes                  | 1.1  | Serguéi Lagutín                     | Landbouwkrediet-Colnago     |
| 16 al 17 | Tour de la Somme                       | 2.2  | Erki Pütsep                         | Ag2r Prévoyance             |
| 17       | Gran Premio Ciudad de Misano Adriático | 1.1  | Guillermo Bongiorno                 | Ceramica Panaria-Navigare   |
| 17       | Giro del Canavese                      | 1.2  | Oscar Gatto                         | Zalf Désirée Fior           |
| 18       | Trofeo Gianfranco Bianchin             | 1.2  | Matteo Priamo                       | GS Promosport               |
| 18       | G. P. Industria y Comercio de Prato    | 1.1  | Murilo Fischer                      | Naturino-Sapore di Mare     |
| 18       | Gran Premio de Isbergues               | 1.1  | Niko Eeckhout                       | Chocolade Jacques-T Interim |
| 18       | Chrono Champenois                      | 1.2  | Mathieu Heijboer                    | Rabobank Continental        |
| 21       | Circuito de Houtland                   | 1.2  | Kevin Van Impe                      | Chocolade Jacques-T Interim |
| 24       | Delta Profronde                        | 1.1  | Bram de Groot                       | Rabobank                    |
| 27       | Circuit de l'Escaut                    | 1.1  | Niko Eeckhout                       | Chocolade Jacques-T Interim |
| 27       | Italia Ruota d'Oro                     | 1.2  | Luca Mazzanti                       | Ceramica Panaria-Navigare   |
| 29 al 2  | Circuito Franco-Belga                  | 2.1  | Marco Zanotti                       | Liquigas-Bianchi            |

### Octubre
| Fecha | Carrera                     | Cat. | Ganador              | Equipo del ganador      |
| ----- | --------------------------- | ---- | -------------------- | ----------------------- |
| 1     | Memorial Cimurri            | 1.1  | Murilo Fischer       | Naturino-Sapore di Mare |
| 1     | Piccolo Giro de Lombardía   | 1.2  | Ruslan Gryschenko    | Naturino-Sapore di Mare |
| 6     | Coppa Sabatini              | 1.1  | Alessandro Bertolini | Domina Vacanze          |
| 6     | París-Bourges               | 1.1  | Lars Ytting Bak      | CSC                     |
| 8     | Giro de Emilia              | 1.HC | Gilberto Simoni      | Lampre-Caffita          |
| 9     | Gran Premio Bruno Beghelli  | 1.1  | Murilo Fischer       | Naturino-Sapore di Mare |
| 9     | París-Tours sub-23          | 1.2  | Fabien Patanchon     | Ent Sud Gascogne        |
| 11    | Premio Nacional de Clausura | 1.1  | Gert Steegmans       | Davitamon-Lotto         |
| 13    | Giro del Piemonte           | 1.HC | Murilo Fischer       | Naturino-Sapore di Mare |

## Clasificaciones finales

### Individual
| Posición | Ciclista          | Puntos |
| -------- | ----------------- | ------ |
| 1        | Murilo Fischer    | 748    |
| 2        | Stefan Van Dijk   | 503    |
| 3        | Niko Eeckhout     | 492    |
| 4        | Ruggero Marzoli   | 456    |
| 5        | Stefan Schumacher | 441    |
| 6        | Danilo Napolitano | 440    |
| 7        | Luca Mazzanti     | 413    |
| 8        | Vladimir Efimkin  | 402    |
| 9        | Paride Grillo     | 357    |
| 10       | Nico Sijmens      | 356    |

| 11 | Cândido Barbosa    | 347 |
| 12 | František Raboň    | 344 |
| 13 | Martin Pradznovsky | 323 |
| 14 | Ruben Plaza        | 322 |
| 15 | Tomas Vaitkus      | 321 |
| 16 | Cezary Zamana      | 320 |
| 17 | Kai Reus           | 307 |
| 18 | Marcel Sieberg     | 303 |
| 19 | Mikhaylo Khalilov  | 291 |
| 20 | Hans Dekkers       | 286 |

### Equipos
| Posición | Equipo                    | Puntos |
| -------- | ------------------------- | ------ |
| 1        | Ceramica Panaria-Navigare | 1.847  |
| 2        | Ag2r Prévoyance           | 1.720  |
| 3        | Comunidad Valenciana      | 1.654  |
| 4        | Barloworld-Valsir         | 1.494  |
| 5        | Naturino-Sapore di Mare   | 1.487  |
| 6        | LPR                       | 1.400  |
| 7        | Rabobank Continental      | 1.384  |
| 8        | MrBookmaker-Sports Tech   | 1.200  |
| 9        | Landbouwkrediet-Colnago   | 1.199  |
| 10       | Intel-Action              | 1.091  |

| 11 | Chocolade Jacques-T Interim | 1.089 |
| 12 | Acqua & Sapone-Adria Mobil  | 1.077 |
| 13 | Bretagne-Jean Floc'h        | 854   |
| 14 | Perutnina Ptuj              | 824   |
| 15 | Omnibike Dynamo Moskow      | 820   |
| 16 | Agritubel                   | 799   |
| 17 | Team Wiesenhof              | 780   |
| 18 | PSK Whirlpool               | 771   |
| 19 | Jartazi-Revor               | 768   |
| 20 | Spiuk                       | 753   |

### Países
| Posición | País            | Puntos |
| -------- | --------------- | ------ |
| 1        | Italia          | 3.130  |
| 2        | España          | 2.432  |
| 3        | Países Bajos    | 2.145  |
| 4        | Polonia         | 2.027  |
| 5        | Bélgica         | 1.998  |
| 6        | Rusia           | 1.778  |
| 7        | Francia         | 1.707  |
| 8        | Alemania        | 1.501  |
| 9        | República Checa | 1.234  |
| 10       | Portugal        | 1.168  |

| 11 | Ucrania     | 1.033 |
| 12 | Reino Unido | 880   |
| 13 | Bielorrusia | 827   |
| 14 | Eslovenia   | 811   |
| 15 | Lituania    | 801   |
| 16 | Dinamarca   | 790   |
| 17 | Eslovaquia  | 770   |
| 18 | Irlanda     | 683   |
| 19 | Suecia      | 595   |
| 20 | Bulgaria    | 497   |